# Provodov (Provodov-Šonov)
Provodov (německy Prowodow) je severozápadní část obce Provodov-Šonov v okrese Náchod. V roce 2009 zde bylo evidováno 102 adres. V roce 2001 zde trvale žilo 287 obyvatel.
Provodov je také název katastrálního území o rozloze 2,67 km2. V katastrálním území Provodov leží i Václavice.